# Distrito electoral de Metropolis n.º 1
Metropolis No. 1 (en inglés: Metropolis No. 1 Precinct) es un distrito electoral ubicado en el condado de Massac en el estado estadounidense de Illinois. En el Censo de 2010 tenía una población de 704 habitantes y una densidad poblacional de 818,72 personas por km².

## Geografía
Metropolis n.º 1 se encuentra ubicado en las coordenadas 37°9′14″N 88°44′9″O / 37.15389, -88.73583. Según la Oficina del Censo de los Estados Unidos, Metropolis n.º 1 tiene una superficie total de 0.86 km², de la cual 0.85 km² corresponden a tierra firme y (1.51%) 0.01 km² es agua.

## Demografía
Según el censo de 2010, había 704 personas residiendo en Metropolis n.º 1. La densidad de población era de 818,72 hab./km². De los 704 habitantes, Metropolis n.º 1 estaba compuesto por el 74.86% blancos, el 19.18% eran afroamericanos, el 0.57% eran amerindios, el 0.28% eran asiáticos, el 0% eran isleños del Pacífico, el 0.43% eran de otras razas y el 4.69% pertenecían a dos o más razas. Del total de la población el 3.41% eran hispanos o latinos de cualquier raza.